# 1001 Club
De 1001 Club is een stichting die helpt bij de financiering van het Wereld Natuur Fonds. De stichting werd opgericht in 1970 door het toenmalige hoofd van de Wereld Natuur Fonds, prins Bernhard van Lippe-Biesterfeld, met de hulp van Anton Rupert, een Zuid-Afrikaanse ondernemer. Ze overtuigden 1001 personen om toe te treden tot de club, waarbij ieder lid $10 000 aan de stichting zou bijdragen. Het fonds van $10 000 000 helpt om het Wereld Natuur Fonds in de basisbehoeften van de kosten van administratie te voorzien.

## Bekendheid
Om onbekende redenen wordt de 1001 Club in geen enkele reguliere biografie van prins Bernhard of de koninklijke familie vermeld. Sinds de ledenlijsten in september 2008 op internet werden gepubliceerd door de onderzoeker Joël van der Reijden komt hier langzaam maar zeker verandering in. De Ierse journalist Kevin Dowling, die al ruim tien jaar over deze lijsten beschikte, was de bron voor Van der Reijdens publicatie. In 2009 haalde "de 1001" voor de eerste keer het Nederlandse avondnieuws na een nieuw boek van Gerard Aalders over prins Bernhard. De informatie over de 1001 Club van Aalders was grotendeels gebaseerd op de nieuw gepubliceerde lijsten. Dowling heeft dit niet meer kunnen meemaken; hij stierf in december 2008.
In 2010 kondigde Van der Reijden aan dat hij ook een lijst van datzelfde jaar had ontvangen. Deze heeft hij nooit in zijn geheel gepubliceerd. De bron van deze lijst was Peter Carr, een professionele jager die onder andere in Afrika op groot wild jaagt, waaronder olifanten. Enkele nieuwe namen die Van der Reijden noemde uit de nieuwe lijst waren leden van de Habsburg, Alba, Thyssen-Bornemisza, Solvay en Lippes families. Opvallende namen uit Nederland waren Hans Melchers van Melchemie, een vriend van prins Bernhard, en voormalig premier Ruud Lubbers. 

## Leden
Het lidmaatschap van de 1001 Club bestaat voor een groot gedeelte uit managers van banken en multinationals uit de hele wereld.
Voorbeelden uit het heden en verleden zijn:
- Eric Drake van British Petroleum
- Val Duncan van Rio Tinto Group
- Harry Frederick Oppenheimer
- Sidney Spiro van Anglo-American Corporation
- de Britse en Franse familie Rothschild
- Michel David-Weill van Lazard
- Laurance en David Rockefeller
- Henry Ford II
- Hans Heinrich Thyssen-Bornemisza
- Peter von Siemens
- Berthold Beitz van Krupp

Enkele opvallende leden zijn:
- Salem bin Laden, Osama bin Ladens oudere halfbroer
- Mobutu, dictator van Zaïre die bekendstond als sterk anticommunistisch.
- Agha Hasan Abedi, Pakistaanse oprichter en voorzitter van BCCI die in Engeland woonde.
- Alfred Hartmann, Rotschild banker die mogelijk nog een dominantere rol in de BCCI speelde dan Abedi.
- Juan Carlos I, koning van Spanje, een belangrijk WNF figuur in Spanje en net als veel andere 1001 leden een groot liefhebber van jacht op groot wild.
- Louis Bloomfield: Canadees die hoofd was van de beruchte firma Permindex, verdacht van betrokkenheid bij de aanslagen op Charles de Gaulle in Frankrijk en John F. Kennedy in Dallas, Texas. Clay Shaw, uit Jim Garrisons proces met betrekking tot de moord op Kennedy, was een directeur van deze firma. Bloomfield wordt vaak verdacht van connecties met de Mossad.
- Tibor Rosenbaum, werkte ooit nauw samen met Bernhard en Edmond de Rothschild. Verdacht van connecties met de Mossad.
- Edmond Safra, controversiële bankier uit Genève wiens huis ten tijde van zijn dood bewaakt werd door personeel dat door de Mossad getraind was.
- Nelson Bunker Hunt, zoon van de beruchte H.L. Hunt uit Texas.
- John D. Murchison, zoon van de beruchte Clint Murchison uit Texas.
- Pierre Schlumberger van Schlumberger Well Services uit Texas. Oorspronkelijk Franse familie die bevriend is met de Rothschilds.